# Тордіс Колбрун Рейкфьорд Гильфадоттір
Тордіс Колбрун Рейкфьорд Гильфадоттір (ісл. Þórdís Kolbrún Reykfjörð Gylfadóttir, нар. 4 листопада 1987) — ісландська юристка, державна і політична діячка. Заступниця голови Партії незалежності з 2018 року. У минулому — міністерка фінансів та економіки Ісландії (2023—2024), міністерка закордонних справ та міжнародного співробітництва з метою розвитку Ісландії (2021—2023 та у 2024), міністерка туризму, промисловості та інновацій Ісландії (2017—2021). Тимчасово виконувала обов'язки міністра юстиції Ісландії з 14 березня до 6 вересня 2019 року. Депутатка Альтингу з 2016 року.

## Біографія
Народилася в Акранесі 4 листопада 1987 року у сім'ї Ґільфі Р. Ґвюдмюндссона (Gylfi R. Guðmundsson, нар. 16 березня 1956 року), менеджера з обслуговування, сина Йоуни Вальгердар Крістіаунсдоуттір (Jónu Valgerðar Kristjánsdóttur), племінника депутата Альтингу Ґвюдйоуна Арнара Крістьяунссона, та Фьоули Катрін Аусгейрсдоттір (Fjóla Katrín Ásgeirsdóttir, нар. 28 травня 1957 року), фельдшера.
Закінчила школу в Акранесі у 2007 році. У 2005—2006 роках навчалася за програмою обміну AFS у Відні. У 2010 році закінчила Університет Рейк'явіка, здобула ступінь бакалавра права. Навчалася за програмою обміну студентами «Еразмус» у Зальцбурзькому університеті під час весняного семестру 2011 року. У 2012 році здобула ступінь магістра права в Університеті Рейк'явіка.
У 2011—2012 роках працювала юристкою Апеляційного комітету з планування та будівництва (нині — Апеляційний комітет з довкілля та природних ресурсів). У 2013—2015 роках — викладачка конституційного права Університету Рейк'явіка.
У 2007—2010 роках — членкиня правління молодіжної організації Партії незалежності в Акранесі, у 2008—2009 роках — голова. У 2007—2009 роках — членкиня правління молодіжної організації Партії незалежності. У 2008 році — членкиня Комітету з довкілля міста Акранес. У 2009—2010 роках — членкиня правління Lögrétta, спілки студентів-юристів Університету Рейк'явіка. У 2009—2010 роках — редакторка журналу «Lögrétta», спілки студентів-юристів Університету Рейк'явіка.
З 2016 року — членкиня Комітету з довкілля та транспорту Партії Незалежності. У 2013—2014 роках — генеральна секретарка Партії незалежності. Заступниця голови Партії Незалежності з 2018 року.
За результатами дострокових парламентських виборів 2016 року обрана депутаткою Альтингу у Північно-Західному виборчому окрузі. Переобрана на виборах 2017 року та виборах 2021 року.
У 2014—2016 роках — помічниця міністра внутрішніх справ Олефа Нордала. 11 січня 2017 року стала міністеркою туризму, промисловості та інновацій у кабінеті Б'ярні Бенедіктссона. Зберегла пост у наступному кабінеті Катрін Якобсдоуттір. Тимчасово виконувала обов'язки міністерки юстиції після відставки Сіґридур Андерсен з 14 березня 2019 року, поки 6 вересня не вступила на посаду Аслауг Арна Сіґурбйорнсдоттір.
28 листопада 2021 року отримала портфель міністра закордонних справ і міжнародного співробітництва з метою розвитку Ісландії у другому кабінеті Катрін Якобсдоуттір. Змінила Ґвюдлейгюра Тоура Тоурдарсона, якого призначили міністром довкілля, енергетики та клімату.
9 квітня 2024 року призначена міністром закордонних справ Ісландії в коаліційному уряді під керівництвом прем'єр-міністра Б'ярні Бенедиктссона. Уряд пішов у відставку 21 грудня 2024 року.

## Нагороди
- Орден княгині Ольги I ст. (Україна, 4 вересня 2023) — за вагомий особистий внесок у зміцнення міждержавного співробітництва, підтримку державного суверенітету та територіальної цілісності України, популяризацію Української держави у світі[5]

## Особисте життя
Чоловік — юрист Х'ялті Сіґвальдасон Моґенсен (Hjalti Sigvaldason Mogensen, нар. 28 травня 1984). У пари двоє дітей: Марвін Ґільфі (нар. 2012), Крістін Фьола (нар. 2016).